# Baureihe 430.1
De Baureihe 430 (tot 1968 bekend als ET30), ook wel Eierkopfe genoemd, was een driedelig elektrisch treinstel voor het regionaal personenvervoer van de Deutsche Bundesbahn (DB).

## Geschiedenis
De treinen werden in 1950 besteld voor het lokaal personenvervoer, de voorloper van de S-Bahn Rhein-Ruhr. De treinen werden in 1955 door de Deutsche Bundesbahn in dienst gesteld.
De treinen werden in Bahnbetriebswerk Hamm ondergebracht.
Tussen 1980 en 1985 werden alle treinen afgevoerd.

## Constructie en techniek
Deze trein is opgebouwd uit een stalen frame. Voor het splitsen en combineren werden de treinen voorzien van Scharfenbergkoppelingen. Deze treinen konden tot drie stuks gecombineerd rijden.

## Treindiensten
De treinen werden door de Deutsche Bahn (DB) ingezet op het traject.
- Düsseldorf - Duisburg - Essen - Dortmund

Sinds 1957:
- Köln - Düsseldorf - Duisburg - Essen - Dortmund (als Eilzug, beter bekend als RE)

## Foto's

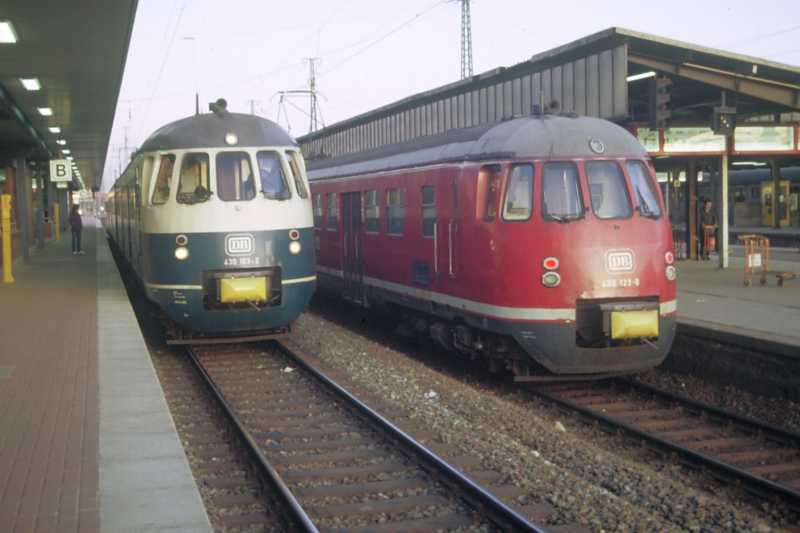
Twee 430'ers naast elkaar in 1982 te Essen Hbf
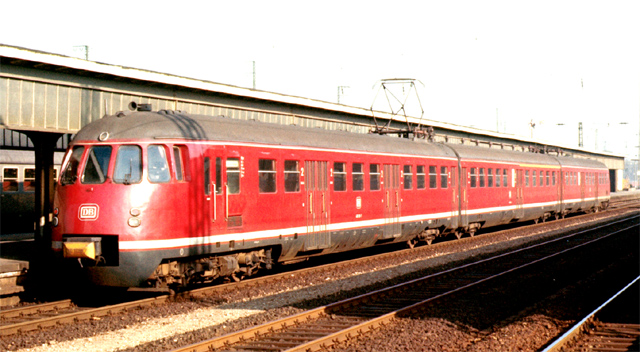
DB 430 105-7
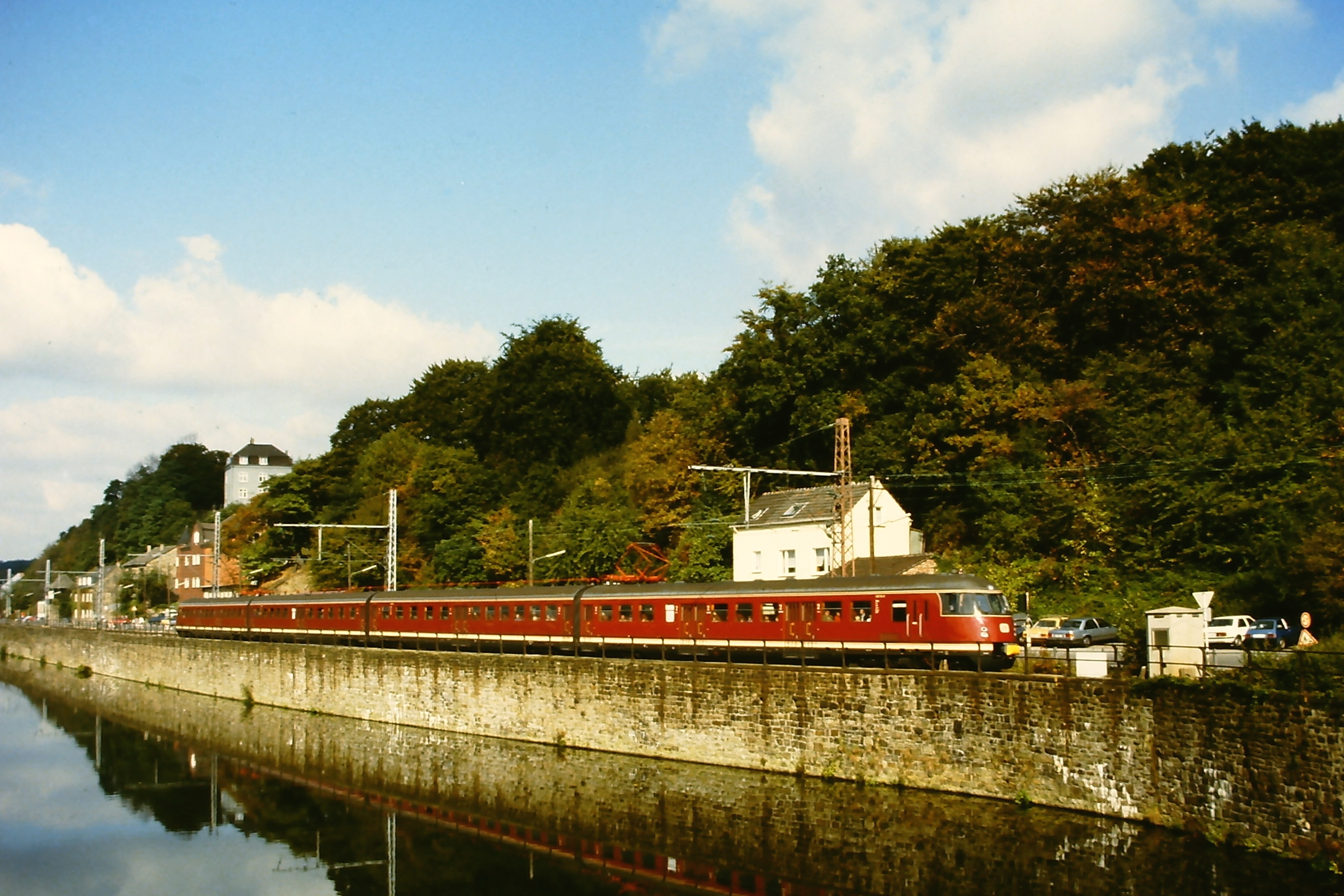
ET 30 014

- Gemeinsame Normdatei: 4624577-7

In dit overzicht staan eveneens treinen van de Deutsche Bundesbahn (DB) en van de Deutsche Reichsbahn (DR)